# Don Getty
Donald Russ Getty, né le 30 août 1933 à Westmount (Québec) et mort le 26 février 2016 à Edmonton (Alberta), est un homme politique canadien, Premier ministre de l'Alberta et chef du Parti progressiste-conservateur de l'Alberta entre 1985 et 1992.

## Biographie
Don Getty a étudié à l'Université de Western Ontario en administration où il excellait en basketball et en football canadien.
De 1955 à 1965, Don Getty est joueur de football pour les Eskimos d'Edmonton dans la Western Interprovincial Football Union (WIFU) puis dans la Ligue canadienne de football (LCF). Il jouait à la position de quart-arrière principalement comme substitut de la vedette de l'équipe Jackie Parker (en), mais a tout de même passé pour 8 950 verges et lancé 57 passes de touché dans sa carrière. Il a remporté la coupe Grey en 1955 et 1956.